# Mary Eristavi
Mary Eristavi (em georgiano: მერი ერისთავი) foi uma aristocrata georgiana, ícone da moda e uma das primeiros modelos de Coco Chanel. Mary ocupou uma posição respeitável na alta sociedade georgiana, bem como na corte imperial russa nas últimas décadas de sua existência. Às vezes, acredita-se que Mary seja a paixão desesperada de Galaktion Tabidze [en], um dos principais poetas georgianos da época.